# VP6
On2 TrueMotion VP6（トゥルーモーション ブイピーシックス）は米国On2テクノロジーが開発したビデオコーデック。
Macromedia Flash 8でFlash Videoのコーデックの一つとして新たに採用されている。なお、実際にFlash内に組み込むにはFlash Professional 8またはFlex 2以降が必要になる。また、中国独自のDVD代替規格であるEVD (Enhanced Versatile Disk) の動画フォーマットとしても採用されている。
MPEG-4の技術を基礎にして作られたVP3、VP4、VP5の後継とされており、すべての性能がVP5よりも向上しているとしている。
圧縮率はMPEG-4のサブセットとして出て間もなかったH.264/MPEG-4 AVCを凌駕し、同様に高画質でありながら低スペックで再生可能とするWindows Media Video 9/VC-1よりも絶対的に高いとしている。
また、フルHDTVクラス（1920×1080ピクセル）の動画を2.5GHz程度のCPUでデコードできるという、デコードの速さも売りである。

## 特徴
- 高圧縮、高画質（フルハイビジョンは6〜8Mbps程度で可能）
- デコードが速い
- エンコードが非常に遅い
- 低レートにおいても破綻しない（640×480ピクセルの動画を200kbpsでエンコードしても見られる範囲）
- 高レートでも安定している
- MPEG-2等と比べて廉価なライセンス料

## 画質
VP6はVC-1やH.264と同等にデブロッキングフィルターを使用しておりブロックノイズは目立たない。しかしながら、玉になるようなノイズがみられ、長い間変化が少なく揺らぐような画像においては多少なりノイズが目立つようになる。
VP6は暗部のノイズに強く、MPEGやVC-1よりも暗部の再現能力は優れている。したがって、暗い画像でもノイズの少ない画像として記録することができる。
カラースペースはMPEG-1と同様にYUV420 (YV12) が採用されている。
また、圧縮率を上げるとのっぺりとした画像になるが、MPEG系の低レート時よりは見やすいといえる。

## メソッド

### VP60R Simple Profile
VP6の最初のバージョンで実装されていたプロファイル。
3つのプロファイルの中では最も速く圧縮することができるが、画質は最も悪い。
オプションにはノイズリダクションしか存在していない。しかし、このノイズリダクションは強いものでは無く、実際掛けたところでどれほどの効果が上がっているのかは未知数である。

### VP61R Advanced Profile
VP6.1として登場したプロファイル。
圧縮率や画質は向上しているが、その分再生速度、圧縮速度ともに落ちた。

### VP62R Heightened Sharpness Profile
VP6としては最高のプロファイル。VP6.2で登場した。
Advanced Profileよりもさらに圧縮率が向上し、画質が向上している。
新たにシャープフィルタが追加されている。

## 利用例
- EVD (Enhanced Versatile Disk)
- Macromedia Flash 8
- WinAMP
- TrueCast Player

## コンテナ形式
Flash Video (FLV) の他、AVIやMKVでも利用が可能である。AVIとFLVは無劣化での相互変換が可能。
さらにOn2社製のTrueCast7 (.tc7)という形式でも使うことができる。この場合、音声コーデックはTrueAudioになる。

## FOURCC
- VP60
- VP61
- VP62
- FLV4
- VP6F